# Владислав Оркан
Владислав Оркан (пол. Władysław Orkan; справжнє ім'я — Францішек Ксаверій Смацяж — пол. Franciszek Ksawery Smaciarz; 27 листопада 1875, Поремба-Велика, Австро-Угорщина — 14 травня 1930, Краків, Польща) — польський письменник, популяризатор української літератури в Польщі.

## Життєпис та творчість
Народився в бідній селянській родині. У 1898 році змінив прізвище на Смречинський, взявши родове прізвище своєї матері. Всупереч волі свого батька після закінчення середньої школи відправився на навчання в гімназію святого Яцека в Кракові. Мати Францішка Катажина Смречинська раз на місяць ходила пішки за 70 кілометрів з Поремби-Великої до Кракова, щоб постачати сина продуктами.
Перші свої твори написав ще гімназистом четвертого класу, під псевдонімом Оркан. Закінчивши сьомий клас гімназії, спробував влаштуватися в Кракові на адміністративну роботу. Після декількох невдалих спроб знайти там роботу повернувся в Порембу-Велику, де провів майже все своє життя, за винятком кількох подорожей в Україну, Італію і Швейцарію.
У 1898 році Владислав Оркан випустив свій перший твір під назвою «Новели» (пол. «Nowele»). У 1903 році видав роман «В Розтоках» (пол. «W Roztokach»), за який отримав гонорар, що дозволило йому почати будівництво нового будинку. Влітку 1905 Владислав Оркан оселився в цьому будинку, який після його смерті отримав назву «Орканувка» (пол. «Orkanówka») і став біографічним музеєм письменника.
Владислав Оркан особисто знав і був у дружніх взаєминах із Іваном Франком, Василем Стефаником, Богданом Лепким, Михайлом Яцковим, Сидором Твердохлібом. Перекладав їхні твори та популяризував українську літературу в Польщі. Разом із Богданом Лепким, Сидором Твердохлібом та Владиславом Ярошем здійснив видання польською мовою двох антологій українських творів: збірки оповідань «Молода Україна» (пол. Młoda Ukraina, 1908) та «Антології сучасних українських поетів» (пол. Antologia współczesnych poetów ukraińskich, 1911). Оркан написав передмову до обох книг, впорядкував та переклав твори для збірки прози.
- Orkan, Władysław, ред. (1908). Młoda Ukraina : wybór nowel (пол) . Переклад: Orkan, Władysław. Warszawa: Księgarnia G. Centnerszwera i S-ki. с. 265.
- Orkan, Władysław, ред. (1911). Antologia współczesnych poetów ukraińskich (пол) . Переклад: Twerdochlib, Sydir. Lwów: Księgarnia J. Maniszewskiego. с. 206.